# Setzwaage

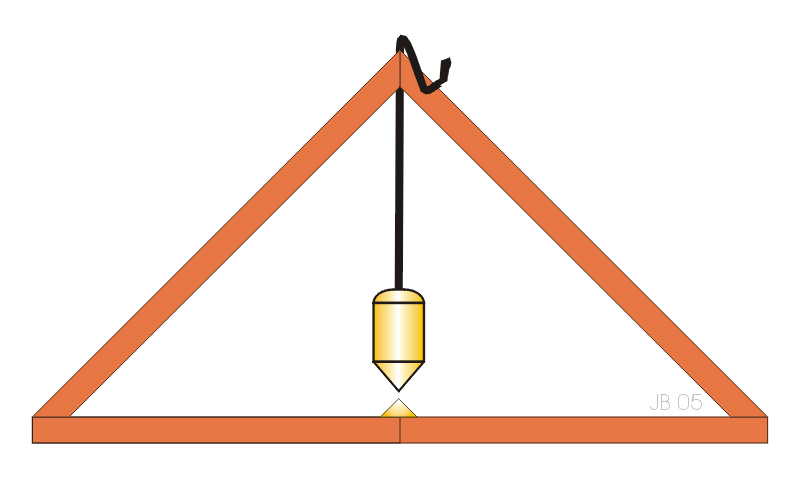
Prinzip der Setzwaage

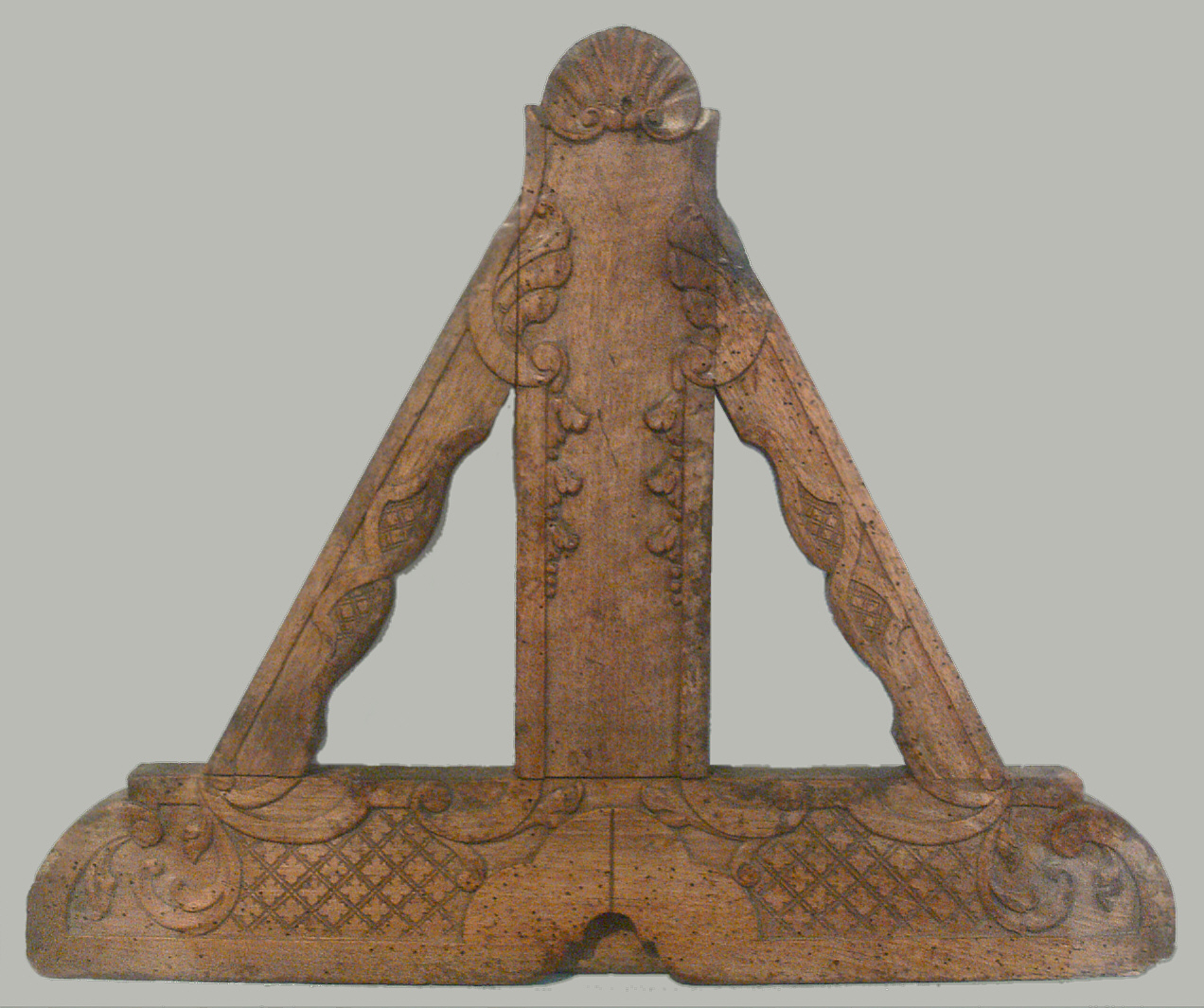
Kunstvoll dekorierte Setzwaage aus Riedlingen an der Donau, um 1730

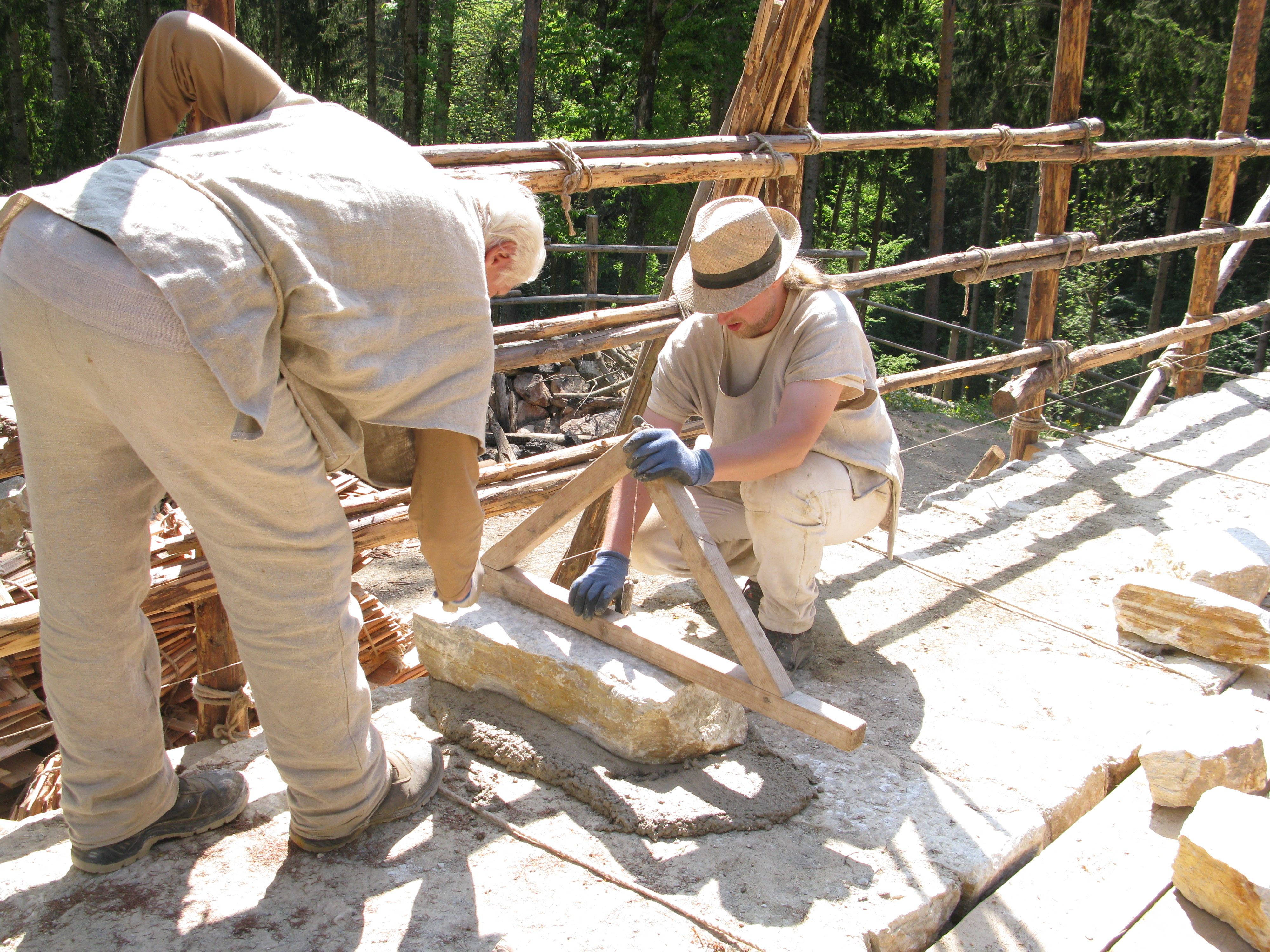
Setzwaage im Einsatz

Die Setzwaage ist ein historischer Vorläufer der Wasserwaage und besteht typischerweise aus einem gleichschenkligen Leistendreieck, an dessen Spitze ein Lot aufgehängt ist.

## Anwendung und historischer Gebrauch
Eine mit der Setzwaage geprüfte Fläche ist waagerecht, wenn die Lotspitze auf eine mittig auf der Basis des Leistendreieckes angebrachte Markierung einspielt.
Die Setzwaage ist wie Wasserwaage und Lot ein „selbsthorizontierendes“ Lagemessgerät, d. h. der anzeigende Teil nimmt selbsttätig und ohne weiteres Zutun und ohne weitere Hilfseinrichtungen eine bestimmte Lage ein.
Die Setzwaage kann in dieser Form nur für Messungen der Horizontalen verwendet werden.
Forschungen zufolge soll die Setzwaage den Baumeistern der Pyramiden in Ägypten bereits bekannt gewesen sein. Zum Feststellen einer Horizontalen war bei römischen Baumeistern die Setzwaage neben dem Chorobates, ebenfalls ein Vorläufer der Wasserwaage, im Gebrauch. Im Fachhandel wurden Setzwaagen noch Anfang des 20. Jahrhunderts zum Kauf angeboten, im Allgemeinen wurden sie von den Bauhandwerkern selbst angefertigt.

## Sonderformen
Statt eines gleichseitigen Dreiecks aus Holzleisten wurde auch ein gleichschenklig-dreieckiges Brett verwendet. Auch Setzwaagen aus Leisten in der Form des Buchstabens „A“ wurden verwendet, wobei der anzeigende Teil die Lotschnur war, die auf dem Querstrich der A-Figur auf eine Marke einspielte. Eine weitere Variante ist eine Leistenkonstruktion in Form eines umgekehrten „T“. Das Anzeigeprinzip ist bei allen diesen Formen das gleiche.